# NGC 1325
NGC 1325 è una galassia a spirale flocculenta situata nella costellazione dell'Eridano, a una distanza di circa 70 milioni di anni luce dalla nostra Via Lattea.

## Scoperta
La galassia è stata scoperta il 19 dicembre 1798 dall'astronomo britannico di origine tedesca William Herschel.

## Descrizione
NGC 1325 ha una classe di luminosità II-III e presenta una larga riga a 21 cm dell'idrogeno neutro.

## Supernova
Il 30 dicembre 1975, all'interno di NGC 1325 è stata scoperta la supernova SN 1975S da J. Dunlap e Y. Dunlap della Northwestern University. Non è stato possibile classificare la tipologia della supernova.

## Gruppo di NGC 1395
NGC 1325 fa parte del Gruppo di NGC 1395 che a sua volta fa parte dell'Ammasso di Eridano, e comprende almeno 31 galassie, tra cui NGC 1315, NGC 1331, NGC 1332, NGC 1347, NGC 1353, NGC 1371, NGC 1377, NGC 1385, NGC 1395, NGC 1401, NGC 1414, NGC 1415, NGC 1422, NGC 1426, NGC 1438, NGC 1439, IC 1952, NGC 1953 e IC 1962.